# Manfréd (Byron)
Manfréd (1817, Manfred) je dramatická báseň o třech jednáních anglického romantického básníka lorda Georga Gordona Byrona. Jedná se o tzv. knižní drama (anglicky closet drama), tj. o divadelní hru, která není určena pro uvedení na jevišti a necílí tedy na diváky ale na čtenáře.

## Vznik a charakteristika díla
Byron napsal Manfréda poté, co se rozpadlo jeho manželství s Annabellou Milbankovou kvůli obvinění z incestu s nevlastní sestrou Augustou Leighovou. Básník byl napadán tiskem a ostrakizován londýnskou společností tak, že roku 1816 odjel z Anglie do Švýcarska a nikdy se již do vlasti nevrátil.
Protože byl Manfréd napsán bezprostředně po tomto skandálu a protože hlavní postava je mučena vlastním pocitem viny za neznámý zločin, považují někteří kritici Manfréda za autobiografické dílo. Předpokládají, že nepojmenovaná, ale zakázaná povaha Manfrédova vztahu k pravděpodobně vlastní sestře Astarté reprezentuje Byronův vztah s nevlastní sestrou Augustou.
Převážnou část Manfréda napsal Byron roku 1816 za pobytu ve Švýcarsku a v díle se projevují jeho dojmy z alpské přírody. Bylo to několik měsíců po společném čtení německých strašidelných příběhů s básníkem Shelleym a jeho ženou Mary, které bylo pro Mary inspirací pro napsání románu Frankenstein. Na fantastických motivech je založen i Manfred, což také souvisí s popularitou strašidelného gotického románu v Anglii v té době.
Své dílo Byron dokončil roku 1817 v Itálii v Benátkách, kde přepsal celé třetí dějství, a vydal v tom samém roce v Londýně.
Manfréd je titánský hrdina, který nepodléhá osudu, naopak mu do posledního dechu vzdoruje, snaží se povznést nad své lidství a odmítá se sklonit před nadpřirozenou autoritou. Proto je často srovnáván s Goethovým Faustem. „O Manfrédu podal vysoce zajímavý posudek Goethe, vykládaje, co z živlů Faustovských Byron převzal, ale i jak celek změniti dovedl a takřka přetvářiti vlivem své zvláštní mohutné osobnosti. Podotýkáme k tomu, že Byron znal Fausta pouze podle některých zlomků, které mu Shelley tlumočil.“ Proto je vliv Goethova Fausta na Byrona při tvorbě Manfréda diskutabilní.

## Obsah
Na počátku básně je jako epigraf uveden citát ze Shakeseparova Hamleta: „Věz Horacio, na světě je věcí víc, než se filozofům ve snu zdá“.

### První jednání

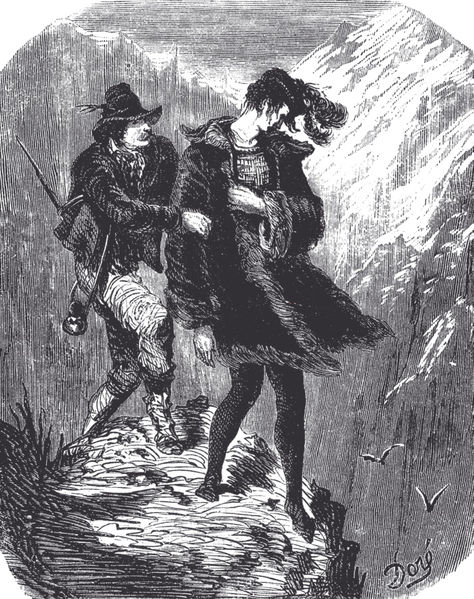
Ilustrace Gustava Doré z roku 1853

Manfréd, šlechtic žijící na osamělém hradě v Bernských Alpách, je sužován tajemnou vinou za smrt milované ženy, pravděpodobně vlastní sestry Astarté. Využije svých nadpřirozených znalostí a o půlnoci v gotické galerii hradu vyvolá sedm duchů země i nebes a žádá po nich zapomnění. Duchové, kteří ovládají různé složky hmotného světa, Manfrédovo přání splnit nemohou, protože nejsou schopni měnit události minulosti. Místo toho mu nabízejí bohatství, moc a dlouhý život. To Manfréd odmítá a požaduje po nich, aby přestali být neviditelní a zjevili se mu v podobě, kterou sami považují za nejvhodnější. Sedmý duch se mu zjeví jako nádherná žena. Manfréd je tak uchvácen její krásou, že když duch zmizí, padne v bezvědomí k zemi. Následně je slyšet hlas, který na něj sesílá kletbu, aby si na věky nemohl odpočinout a ani zemřít.
Ráno se vydá Manfréd na horu Jungfrau, rozhodnut spáchat sebevraždu. Stojí na vysoké skále a v okamžiku, kdy se chce vrhnout do propasti, zabrání mu v tom prostý lovec kamzíků, který je zde náhodou na svém lovu.

### Druhé jednání

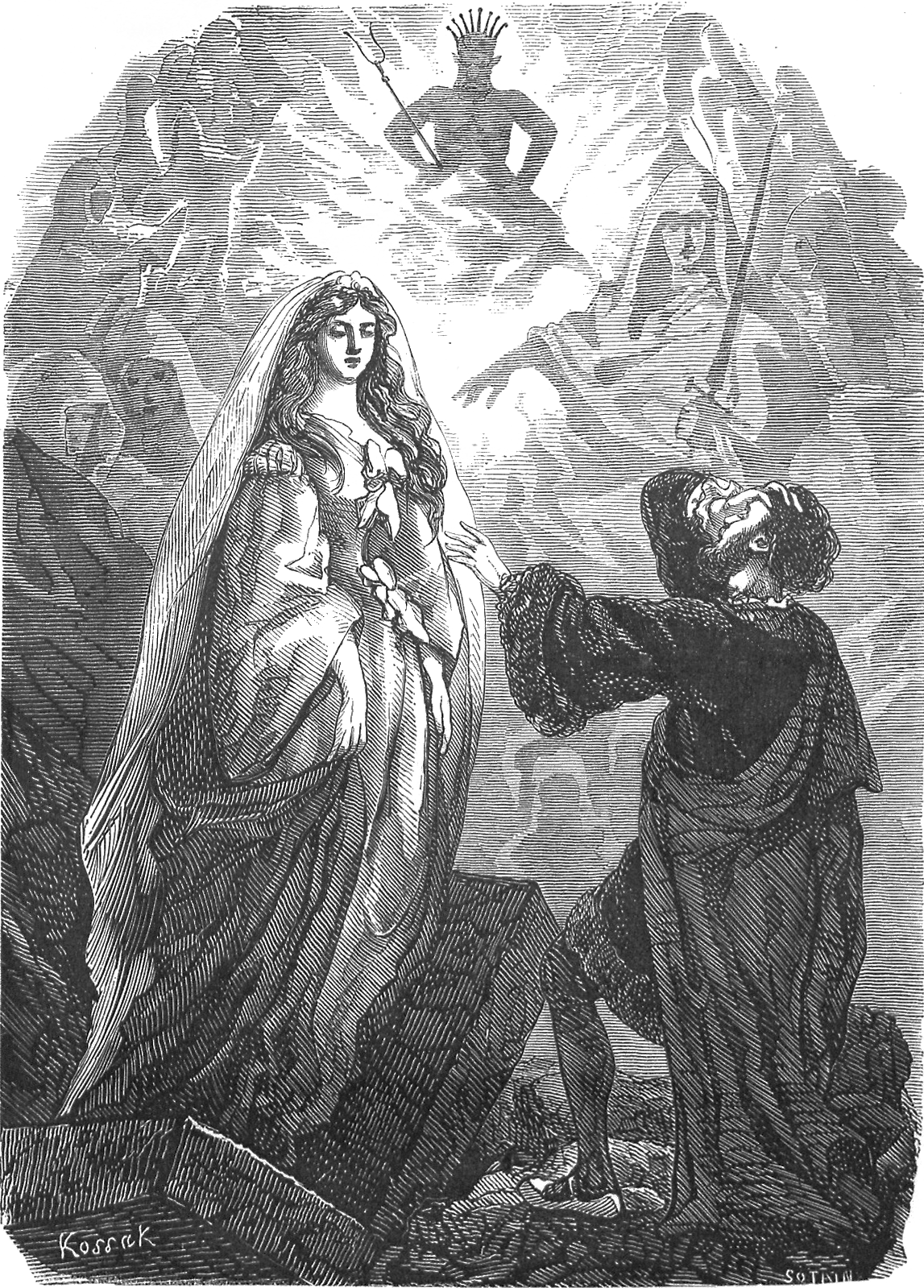
Ilustrace Julisza Kossaka z roku 1859

Lovec kamzíků vezme Manfréda do své horské chatrče a rozmlouvá mu jeho sebevražedné úmysly. Nabádá jej, aby statečně nesl svůj osud, a chce jej doprovodit na cestě domů, ale Manfréd to odmítne a odchází. V poledne dojde do hlubokého alpského údolí s vodopádem a svým zaklínáním z něho vyvolá Alpskou vílu. Svěří se jí, jak je neustále sužován výčitkami a jak nikde nemůže najít zapomnění. Víla mu chce pomoci, ale žádá za to jeho poslušnost. To se příčí Manfrédově hrdosti a nechá vílu zmizet.
Vystoupí až na vrchol hory Jungfrau. Se třemi sudičkami a s Nemesis přichází do paláce démona Arimána, aby se zeptal mrtvých na radu. Duchové, kteří Arimána obklopují, jej chtějí rozsápat, ale sudičky jim v tom zabrání. S pomocí Nemesis Manfréd vyvolá přízrak Astarté, který mu po jeho vyznání lásky pouze poví, že má následující den zemřít.

### Třetí jednání
Další den k večeru navštíví Manfréda v jeho hradu opat z kláštera svatého Mořice, který se o něm doslechl různé znepokojivé zvěsti a chce jej smířit s Bohem. Podle Manfréda je na to již pozdě. O samotě pozoruje západ slunce a loučí se s ním.
V noci sedí Manfréd ve věži svého hradu, jak to po léta dělal každou noc. Služebnictvo si mezitím vypráví o jeho otci a o noci, kdy byla Astarté s Manfrédem ve věži a za neznámých okolností zahynula. Objeví se mezi nimi opat a žádá o přístup k Manfrédovi, protože jeho víra mu velí opět se pokusit Manfréda zachránit.
Manfréd opata varuje, aby odešel, protože mu hrozí nebezpečí. Objeví se zlí duchové a snaží se Manfréda zmocnit. Manfréd jim však i ve smrti vzdoruje, protože svoji moc nezískal tím, že by s nimi podepsal nějakou smlouvu. Duchové zmizí. Manfréd podá ruku opatovi a se slovy „Starče, umírat není tak těžké“. zemře. Báseň končí opatovými slovy: „Zesnul, jeho duše už odletěla v říši nezemskou. Kam? To se bojím pomyslet. Je pryč“.

## Ohlasy v umění

### Hudba
- Robert Schumann: Manfred, dramatická báseň s hudbou ve třech částech (1848-1949, prvně uvedeno 1852, Manfred. Dramatisches Gedicht in drei Abtheilungen). Dílo je založeno na scénické hudbě, kterou začal německý skladatel Robert Schumann skládat roku 1848. Vzniklo tak partitura s předehrou a s patnácti čísly rozdělenými do tří částí, s osmi melodramaty, čtyřmi sbory, dvěma vokálními skladbami a instrumentální mezihrou.[9]
- Friedrich Nietzsche: Manfredovy meditace (1872, Manfred-Meditation), klavírní partitura německého filozofa a skladatele.[10]
- Petr Iljič Čajkovskij: Manfred (1885, Манфред), symfonie ruského skladatele o čtyřech částech.[11]
- Xavier Montsalvatge: Manfred (1945), balet španělského (katalánského) skladatele.[12]

### Malířství
Dílo inspirovalo k vlastní tvorbě nebo k ilustraci řadu malířů, například Čecha Emanuela Krescence Lišku, Němce Johanna Petera Kraffta, Američana Thomase Cola nebo Angličany, Johna Martina a Forda Madoxe Browna.

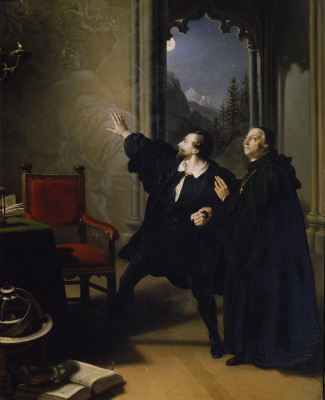
Johann Peter Krafft: Manfreds Sterbestunde (1825), olej na dřevě.
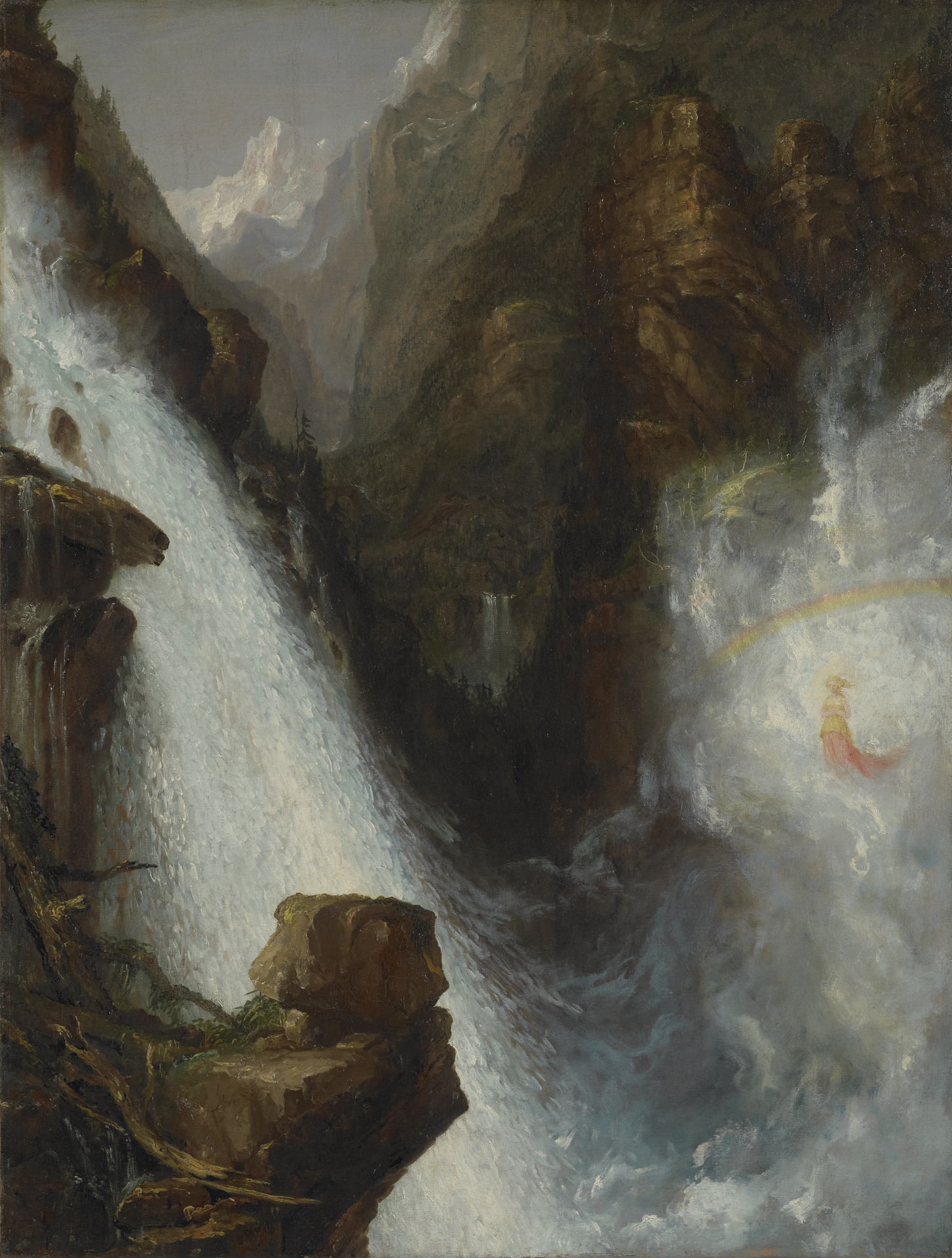
Thomas Cole:Scene from Byron’s “Manfred” (1833), olej na plátně.
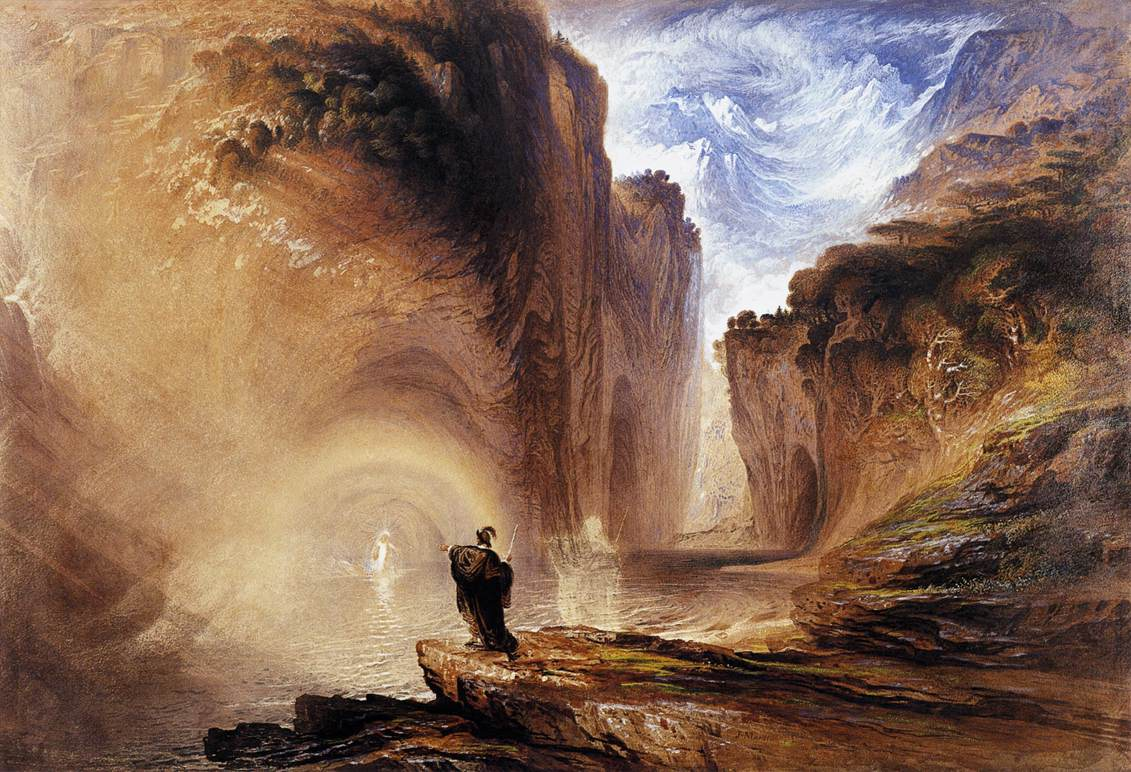
John Martin: Manfred and the Alpine Witch (1837), akvarel.
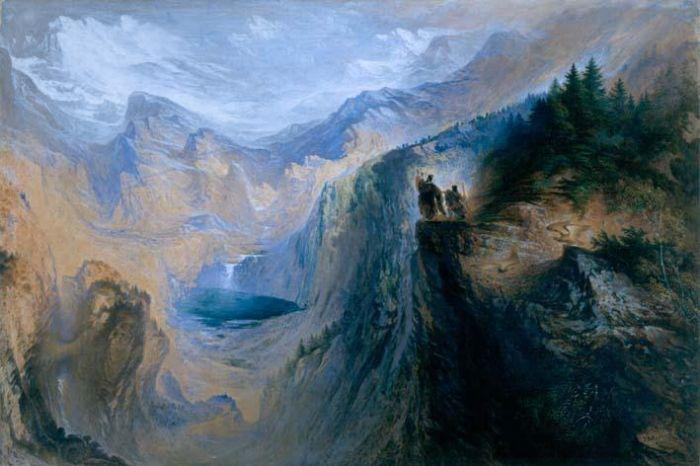
John Martin: Manfred on The Jungfrau (1837), olej na plátně.
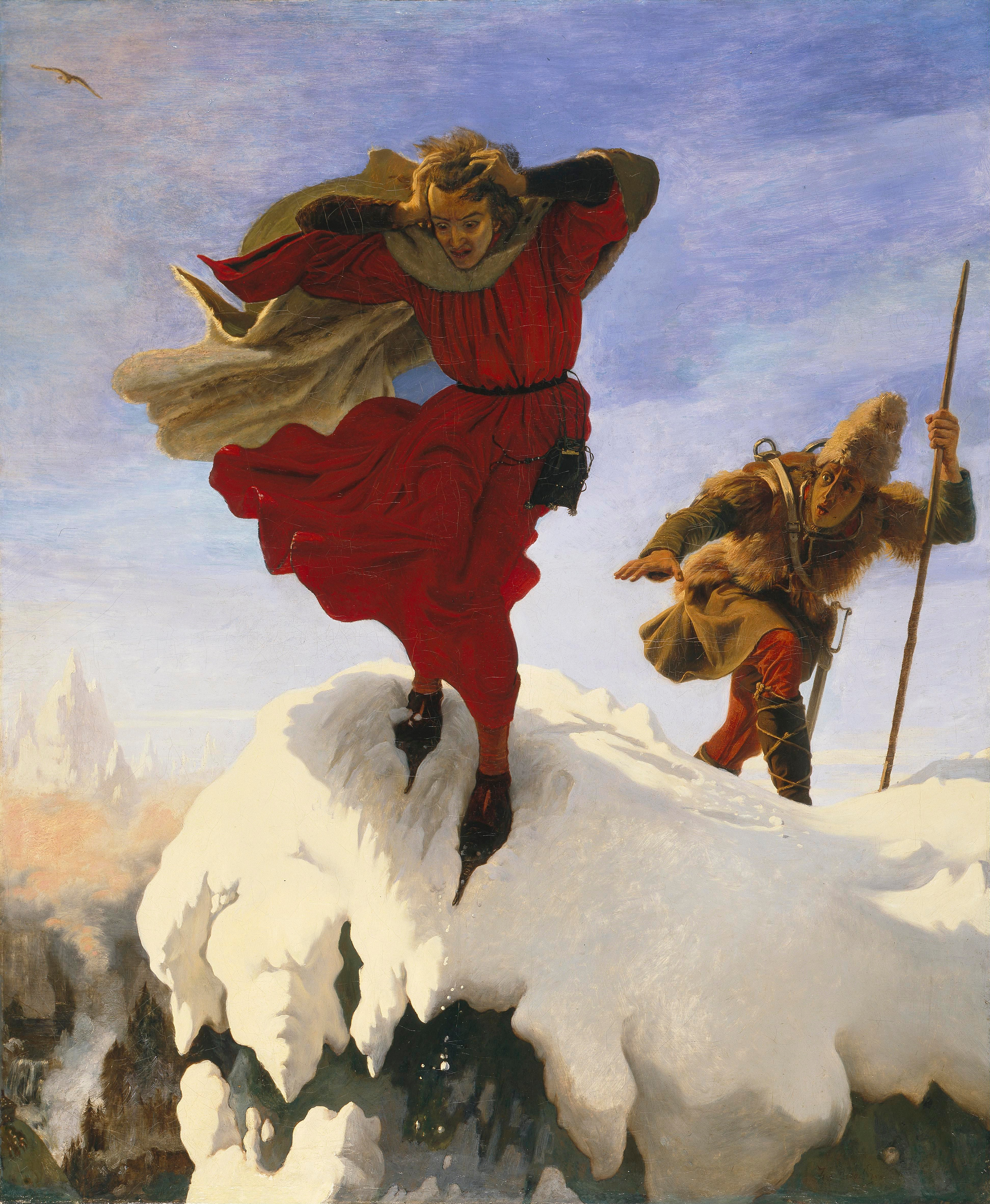
Ford Madox Brown: Manfred on The Jungfrau (1842), olej na plátně..

### Film
- Manfred - versione per concerto in forma d'oratorio (1983), italský hudební film, režie Carmelo Bene, hudba Robert Schumann.[13]
- Cain (2014, Kain), italský film založený na Byronových básních Kain a Manfréd, režie Marco Filiberti.[14]

## Inscenace Manfréda

### Divadlo

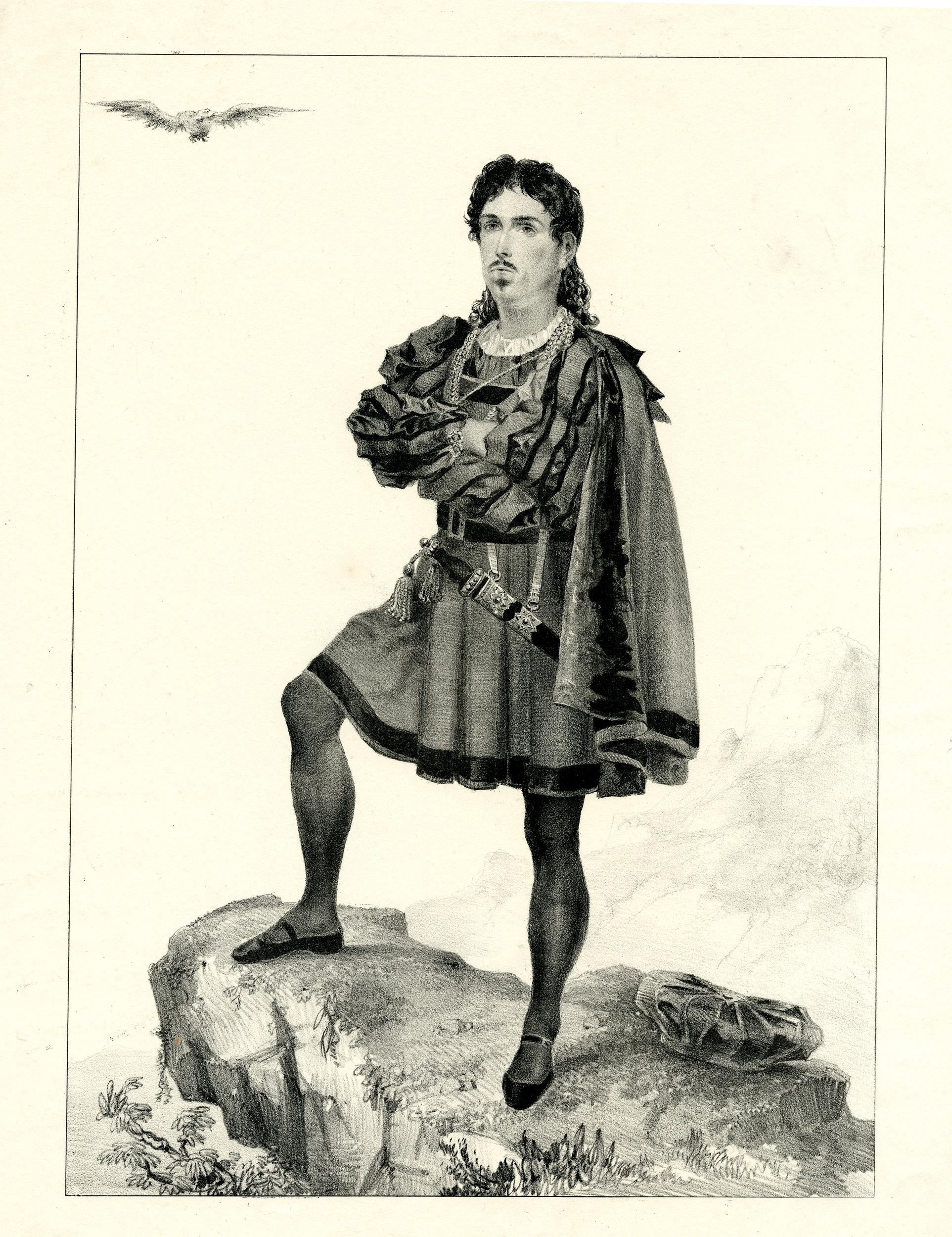
Henry Gaskell Denvil jako Manfréd

Ačkoliv nebyl Manfréd Byronem určen pro divadlo, byl přesto několikrát uveden na jevišti. Poprvé to bylo 29. října roku 1834 v Covent Garden s hudbou Henryho Rowleyho Bishopa a s Henrym Gaskellem Denvilem v hlavní roli.
Další inscenace:
- 1852: Dvorní divadlo (Hoftheater) ve Výmaru, hudba Robert Schumann, v titulní roli Ernst von Possart.[16]
- 1963: Drury Lane, Londýn, hudba Robert Schumann, v titulní roli Samuel Phelps.[15]
- 1867: Manchester a Liverpool, hudba Henry Rowley Bishops, v titulní roli Charles Alexander Calvert.[16]
- 1973: Princess's Theatre, Londýn, v titulní roli Charles Dillonn.[16]
- 1918: Drury Lane, v titulní roli Courtenay Thorp.[16]
- 1966: Rome Opera House, hudba Robert Schumann, v titulní roli Enrico Maria Salerno.[16]
- 1970: Triple Action Theatre, v titulní roli Raymond Omodei.[16]
- 1978: La Scala, Milán, hudba Robert Schumann, adaptace, režie a titulní role Carmelo Bene.
- 2021: Dukebay Theatre, Tacoma, báseň upravena pro sólové vystoupení dramatika Niclase Olsona, hudba Petr Iljič Čajkovskij.[17] Z tohoto představení vznikl toho samého roku americký videofilm Lord Byron's Manfred, režie Niclas Olson.[18]

### Rozhlas
- 1988: BBC Radio 3, hudba Robert Schumann, v titulní roli Ronald Pickup.[16]
- 2017: BBC Radio 3, režie Pauline Harris, hudba Olly Fox, v titulní roli Joseph Millson, uvedeno k dvoustému výročí dokončení básně.[19]

## Česká vydání
- Manfred: dramatická báseň lorda Byrona. Praha: Antonín Reinwart 1882, přeložil Josef Václav Frič.
- Manfred: báseň dramatická, Praha: Jan Otto 1901, přeložil Jaroslav Vrchlický.
- Manfréd: dramatická báseň, Praha: Supraphon 1989, přeložil Martin Procházka.